# Henry Fox (4. baron Holland)
Henry Edward Fox (7 marca 1802 w Holland House w Londynie - 18 grudnia 1859 w Neapolu) – brytyjski arystokrata, dyplomata i polityk, najstarszy ślubny syn Henry'ego Vassalla-Foksa, 3. barona Holland i Elisaneth Vassall, córki Richarda Vassalla.
Wykształcenie odebrał w Christ Church w Oksfordzie. Przez krótki czas w latach 1826–1827 zasiadał w Izbie Gmin jako reprezentant okręgu Horsham. Później rozpoczął karierę w dyplomacji (1831 r.). W latach 1832–1835 był sekretarzem brytyjskiego poselstwa w Turynie. Przez kilka miesięcy 1835 r. był attaché ambasady w Petersburgu. W latach 1835–1838 był sekretarzem ambasady w Wiedniu. W 1838 r. pełnił funkcję przedstawiciela Wielkiej Brytanii przy Związku Niemieckim. W latach 1839–1846 był posłem we Florencji.
9 maja 1833 r. poślubił lady Mary Augustę Coventry (11 maja 1812 - 23 września 1889), córkę George'a Coventry, 8. hrabiego Coventry i lady Mary Beauclerk, córki 6. księcia St Albans. Małżonkowie nie doczekali się razem potomstwa. Adoptowali córkę, Marie Fox, która poślubiła księcia Alojzego von und zu Liechtenstein.
Po bezdzietnej śmierci lorda Hollanda w 1859 r., tytuł barona wygasł.